# Royal Wellington
Royal Wellington is een historisch merk van motorfietsen.
De bedrijfsnaam was: Shakespeare, Kirkland & Frost Ltd., Birmingham.
Dit was een Brits merk dat vanaf 1901 211cc-Minerva-motoren in verstevigde fietsframes bouwde. Dat duurde maar kort: nog voor 1905 ging het merk ter ziele.